# Zrównoważony rozwój przedsiębiorstwa
Zrównoważony rozwój przedsiębiorstwa – rozwój przedsiębiorstwa umożliwiający bieżące realizowanie aspiracji i osiąganie zysków bez naruszania możliwości realizowania aspiracji i osiągania zysków w przyszłości. Taki rozwój przedsiębiorstwa musi mieć charakter długofalowy i musi odbywać się w taki sposób, aby w przyszłości przedsiębiorstwo mogło również odnosić sukcesy. Również osiągnięcie aktualnej przewagi konkurencyjnej nie może uniemożliwić jej osiągnięcia w przyszłości. 
Aby przedsiębiorstwo mogło rozwijać się w sposób zrównoważony, musi mieć świadomość złożoności uwarunkowań, w których funkcjonuje. Istotna jest znajomość powiązań występujących pomiędzy poszczególnymi jego elementami oraz relacji, jakie zachodzą z otoczeniem. Ważne jest określenie, jaki wpływ na działanie przedsiębiorstwa ma otoczenie, a jaki przedsiębiorstwo na otoczenie. Przedsiębiorstwo musi budować ze swoimi interesariuszami trwałe relacje oparte na zaufaniu. Musi poszukiwać rozwiązań, które godzą często sprzeczne ze sobą interesy. W ten sposób dokonuje redukcji złożoności otoczenia, w którym działa. 
Przedsiębiorstwo dbając o zrównoważony rozwój musi posiadać strategię środowiskową, która opiera się na systemie wartości, w którym środowisko naturalne zajmuje ważne miejsce i podlega ochronie. Harmonizowanie działań przedsiębiorstwa doprowadzających do realizacji celów zarówno ekonomicznych, jak i społecznych i ekologicznych, zapewnia jego zrównoważony rozwój. Przedsiębiorstwo musi mieć świadomość, że działa w złożonych uwarunkowaniach wewnętrznych i zewnętrznych oraz musi podejmować działania mające na celu doprowadzenie do znalezienia równowagi w otoczeniu, w którym funkcjonuje.